# Jewgienija Kanajewa
Jewgienija Olegowna Kanajewa, ros. Евгения Олеговна Канаева (ur. 2 kwietnia 1990 w Omsku) – rosyjska gimnastyczka artystyczna, dwukrotna złota medalistka olimpijska, 17-krotna mistrzyni świata, 12-krotna mistrzyni Europy.

## Życie prywatne
Jej matka także była mistrzynią sportu w gimnastyce artystycznej. Ukończyła studia na Syberskim Uniwersytecie Kultury Fizycznej i Sportu w Omsku. Objęła funkcję wiceprezesa Ogólnorosyjskiej Federacji Gimnastyki Rytmicznej.
W 2013 wyszła za mąż za hokeistę Igora Musatowa, z którym ma syna Władimira (ur. w marcu 2014).

## Ordery i odznaczenia
- Order „Za zasługi dla Ojczyzny” IV stopnia (13 sierpnia 2012) - za wielki wkład w rozwój kultury fizycznej i sportu, wysokie osiągnięcia sportowe na XXX Letnich Igrzyskach Olimpijskich w Londynie[3]
- Order Przyjaźni (2 sierpnia 2009) - za wielki wkład w rozwój kultury fizycznej i sportu oraz za wysokie osiągnięcia na XXIX Letnich Igrzyskach Olimpijskich w Pekinie[4]